# Sxelokovo
Sxelokovo - Щелоково (rus) - és un poble de l'óblast de Bélgorod, a Rússia. El 2021 tenia 21 habitants. Pertany al districte (raion) de Prókhorovka.